# Champol

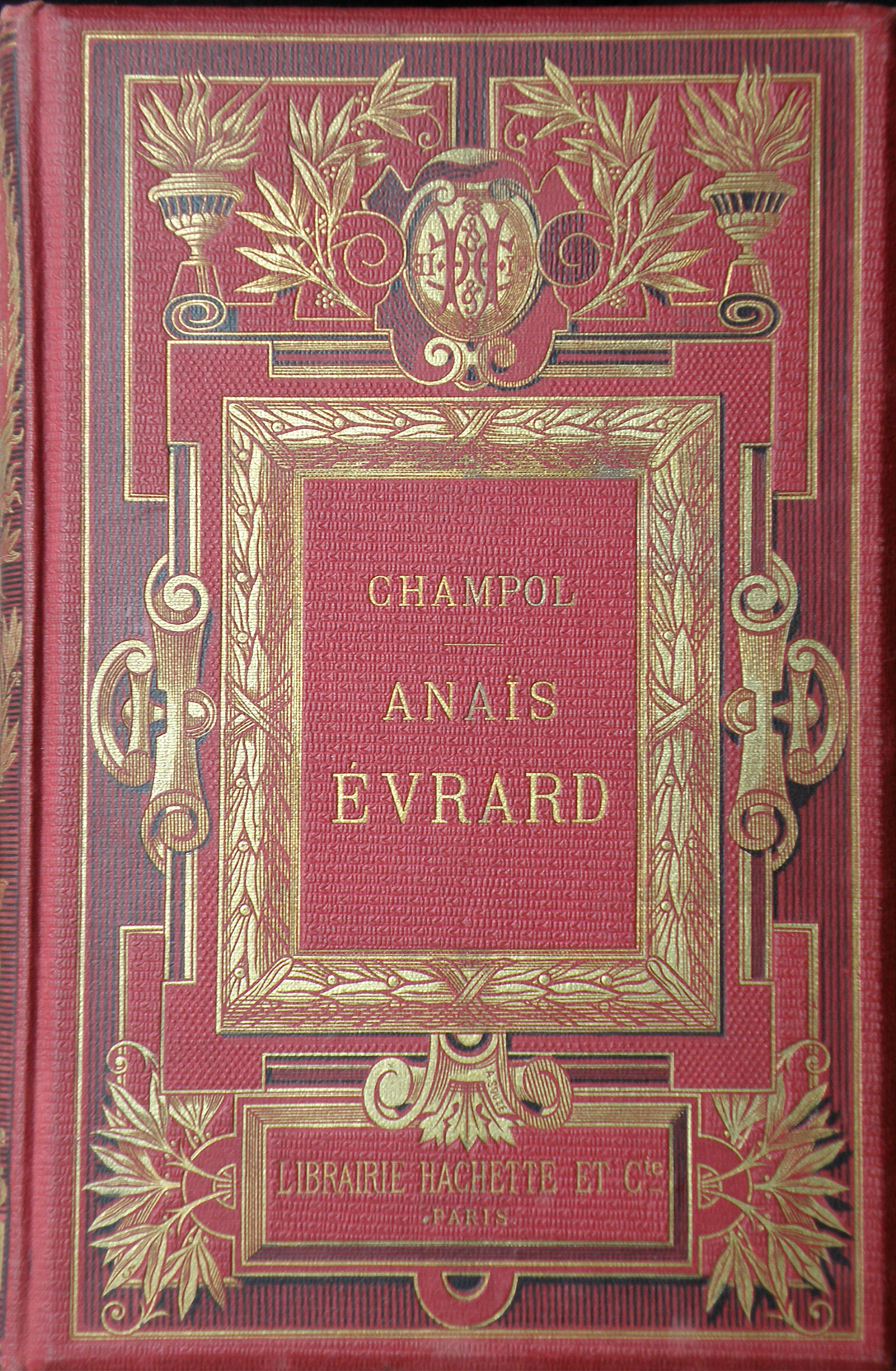
Édition princeps dAnaïs Évrard (1895).

Marie-Armande-Bertille de Beuverand de La Loyère, comtesse de Lagrèze, dite Champol, né à La Loyère le 3 mai 1857 et morte à Paris 7e le 13 septembre 1924, est une romancière française.
Ses nombreux romans populaires, où sont dépeints les types et les mœurs de province, sont publiés dans des périodiques tels que L'Ouvrier et Les Veillées avant de paraître en volumes. Son pseudonyme de Champol la fit souvent prendre pour un homme.

## Publications
- Madame Melchior (1891)
- Noëlle (1891)
- Un coup de patte (1891)
- En deux mots. Par devant Maître... La Bataille d'Eylau (1893)
- L'Argent des autres (1893)
- Anaïs Évrard. Réconciliation. Belzébuth. Le savant Baudegrain (1895)
- Le Roman d'un égoïste (1895)
- Le Duc Jean (1896)
- Le Mari de Simone (1896)
- Le Vœu d'André (1896)
- L'Héritier du duc Jean (1897)
- La Conquê̂te du bonheur (1897)
- Le Plus Fort (1897)
- Amour d'antan (1898)
- L'Homme blanc (1898)
- Les Justes (1899), prix Montyon de l'Académie française 1900
- Le Droit d'aînesse (1899)
- Cadette de Gascogne (1900)
- Les Fleurs d'or (1901)
- Les Fromentier (1901)
- Cas de conscience (1902)
- L'Heureux Dominique (1902)
- La Lune rousse (1903)
- La Rivale (1903)
- Sophie, ma plus jeune (1903)
- Sœur Alexandrine (1904), prix de Jouy de l'Académie française 1905
- Le Roman d'un égoïste (1905)
- Les Revenantes (1905)
- L'Ideal de l'oncle Caillou (1905)
- Autre temps (1906)
- Les Deux Marquises (1908)
- Les Demoiselles de Saint-André (1910)
- Ancelise (1933)
- Le Crime de mademoiselle Bouillaud (1933)
- Péril d'amour (1933)